# 石門轉車站
石門轉車站（英語：Shek Mun Interchange）是一个在香港的巴士轉車站。大多数來往馬鞍山、西貢市與沙田、荃灣、葵涌、青衣及九龍市區的巴士路线皆在本站停站。在衆多專營巴士公司中，只有九龍巴士的路綫設有分段收費。

## 歷史
2022年9月15日，九巴發出新聞稿，因應馬鞍山大水坑，以及西沙路泥涌、馬牯纜等十四鄉一帶未來將有多個住宅項目落成，預計區內將增加過萬居住人口，決定提早為相關地區完善交通服務。九巴推出馬鞍山轉乘網絡，並增設「石門轉車站」，涵蓋途經位於大涌橋路「濱景花園」巴士站及「新界鄉議局大樓」巴士站的14條全日路線，為往返西沙路十四鄉、馬鞍山、大水坑的乘客提供轉乘優惠。